# Fiscalía de la Comunidad Valenciana
La Fiscalía de la Comunidad Valenciana o Fiscalía Superior de la Comunidad Valenciana es el órgano del poder judicial que ejerce la jefatura y representación del Ministerio Fiscal en la Comunidad Valenciana (España). Tiene su sede en Valencia.

## Historia
La Fiscalía de la Comunidad Valenciana fue creada por el Real Decreto 1754/2007, de 28 de diciembre (BOE de 31 de diciembre de 2007), siendo su antecedente más directo la Fiscalía del Tribunal Superior de Justicia de la Comunidad Valenciana, que estuvo dirigida por el fiscal jefe de la comunidad.

## Fiscal superior
La Fiscalía de la Comunidad Valenciana está dirigida por el fiscal superior de la Comunidad Valenciana, quien asume la representación y jefatura del Ministerio Fiscal en todo el territorio de la comunidad autónoma, sin perjuicio de las competencias que corresponden al fiscal general del Estado. En la actualidad ocupa el cargo, desde 2013, Antonio Montabes Córdoba.

## Sede
La Fiscalía de la Comunidad Valenciana, máximo órgano del Ministerio Fiscal en la comunidad autónoma, tiene su sede en el Palacio de Justicia de Valencia.